# سامارينا
سامارينا (Σαμαρίνα) هي مدينة في غريفينا في مقاطعة فوريا إلادا في اليونان.